# George William Russell
George William Russell   (Lurgan, 10 d'abril de 1867 - Bournemouth, 17 de juliol de 1935) poeta i pintor irlandès, conegut a més pel seu pseudònim Æ.
Fou un dels fundadors de l'Abbey Theatre. El tema de la seva obra pressuposa una incitació a la lluita per la independència irlandesa. Va cursar estudis a Dublín i va ser autor d'assaigs, poemes i relats com Collected Poems (1913) i The House of Titans and Other Poems (1934). Mor el 1935.